# 山田政治
山田 政治（やまだ まさはる、1920年〈大正9年〉2月18日 - 2007年〈平成19年〉12月12日）は日本の政治学者。島根大学名誉教授。元九州国際大学学長。 広島県福山市出身。

## 略歴
- 1939年 旧制第一高等学校卒業。
- 1947年 東京大学法学部政治学科卒業、同年、広島高等師範学校講師就任。
- 1951年 同校教授。
- 1954年 島根大学文理学部講師就任。
- 1964年 同校教授。
- 1978年 同校法文学部長。
- 1983年 同校退任、名誉教授授与。同年、八幡大学社会文化研究所教授就任。
- 1989年 九州国際大学法経学部教授。
- 1991年 同校学長就任、(1期)[1]。
- 1995年 勲三等旭日中綬章[2]。

島根大学では新設法文学部の初代学部長を務め基礎固めに尽力した。

## 著書
- 『現代政治思想史』法律文化社、1967年
- 『増補 現代政治思想史』 法律文化社、1972年

## 学会
- 中・四国法政学会会員、理事
- 日本学術会議会員
- 日本政治学会会員
- 日本国際政治学会会員